# Lijst van beschermd erfgoed in Gesves
Onderstaande tabel geeft een overzicht van de beschermde erfgoederen in de gemeente Gesves. Het beschermd erfgoed maakt onderdeel uit van het cultureel erfgoed in België.
| Object | Bouwjaar/architect | Deelgemeente | Adres             | Coördinaten                   | Nummer?                | Afbeelding                                                                             |
| --- | ------------------ | ------------ | ----------------- | ----------------------------- | ---------------------- | -------------------------------------------------------------------------------------- |
| Het ingangsportaal van de oude abdij Grandpré                                                                   |                    |              |                   | 50° 25' 7" NB, 5° 1' 2" OL    | 92054-CLT-0001-01 Info | Het ingangsportaal van de oude abdij Grandpré                                          |
| Kerk Notre-Dame du Mont Carmel                                                                                  |                    |              |                   | 50° 27' 2" NB, 5° 3' 26" OL   | 92054-CLT-0003-01 Info |                                                                                        |
| Kapel "Mont-Sainte-Marie", oude kerk Notre-Dame                                                                 |                    |              | Mozet             | 50° 25' 46" NB, 4° 58' 45" OL | 92054-CLT-0004-01 Info | Kapel "Mont-Sainte-Marie", oude kerk Notre-Dame                                        |
| Toren van boerderij Marchand genaamd "Tour du Royer"                                                            |                    |              | Rue de Loyers n°4 | 50° 26' 27" NB, 4° 59' 7" OL  | 92054-CLT-0007-01 Info | Toren van boerderij Marchand genaamd "Tour du Royer"                                   |
| Gevels en daken van boerderij van de abdij van Grandpré                                                         |                    |              |                   | 50° 25' 6" NB, 5° 1' 3" OL    | 92054-CLT-0008-01 Info | Gevels en daken van boerderij van de abdij van Grandpré                                |
| Gevels en daken van de oude molen van de abdij van Grandpré, en ensemble gevormd door de molen en zijn omgeving |                    |              |                   | 50° 25' 8" NB, 5° 1' 4" OL    | 92054-CLT-0009-01 Info |                                                                                        |
| Rochers de Roquimont                                                                                            |                    |              |                   | 50° 25' 42" NB, 4° 59' 10" OL | 92054-CLT-0010-01 Info |                                                                                        |
| Ensemble van de rotsen "Les demoiselles" in het gehucht Forges in de vallei van de Samson                       |                    |              |                   | 50° 27' 8" NB, 5° 0' 48" OL   | 92054-CLT-0011-01 Info |                                                                                        |
| Rochers de Goyet                                                                                                |                    |              |                   | 50° 26' 41" NB, 5° 0' 5" OL   | 92054-CLT-0012-01 Info |                                                                                        |
| Ensemble van de kerk Notre-Dame du Mont Carmel en het omliggende terrein                                        |                    |              |                   | 50° 27' 2" NB, 5° 3' 24" OL   | 92054-CLT-0013-01 Info |                                                                                        |
| Kasteel van Haltinne en het ensemble gevormd door het gebouw en het omliggende terrein                          |                    |              |                   | 50° 27' 5" NB, 5° 4' 43" OL   | 92054-CLT-0014-01 Info | Kasteel van Haltinne en het ensemble gevormd door het gebouw en het omliggende terrein |
| Een deel van het kanaal van Samson bij de gebouwen van de abdij van Grandpré                                    |                    |              |                   | 50° 25' 8" NB, 5° 1' 3" OL    | 92054-CLT-0015-01 Info |                                                                                        |
| Een deel van het dorp Mozet                                                                                     |                    |              |                   | 50° 26' 35" NB, 4° 59' 18" OL | 92054-CLT-0016-01 Info | Een deel van het dorp Mozet                                                            |
| Gevels, daken en grachten met de grote trap van het kasteel van Haltinne                                        |                    |              |                   | 50° 27' 5" NB, 5° 4' 43" OL   | 92054-PEX-0001-01 Info |                                                                                        |